# Авл Гостилий Катон
Авл Гостилий Катон (лат. Aulus Hostilius Cato; умер после 187 года до н. э.) — римский военачальник и политический деятель из плебейского рода Гостилиев, претор 207 года до н. э.

## Биография
Авл Гостилий принадлежал к незнатному плебейскому роду. Политическую карьеру он делал совместно с братом Луцием: в 207 году до н. э. братья Катоны были преторами (Авл управлял Сардинией), в 201 году до н. э. были в числе децемвиров, занимавшихся разделом между ветеранами новых владений Рима в Апулии и Самнии. Наконец, в 190 году до н. э. Авл и Луций Гостилии были легатами в армии Луция Корнелия Сципиона, разбившей царя Антиоха III.
По возвращении в Рим в 187 году до н. э. братьев Катонов привлекли к суду вместе со Сципионом по обвинению в присвоении контрибуции, которую заплатил Антиох. Луция присяжные оправдали, а Авл был приговорён к крупному денежному штрафу.